# Heinrich Julius von Lindau

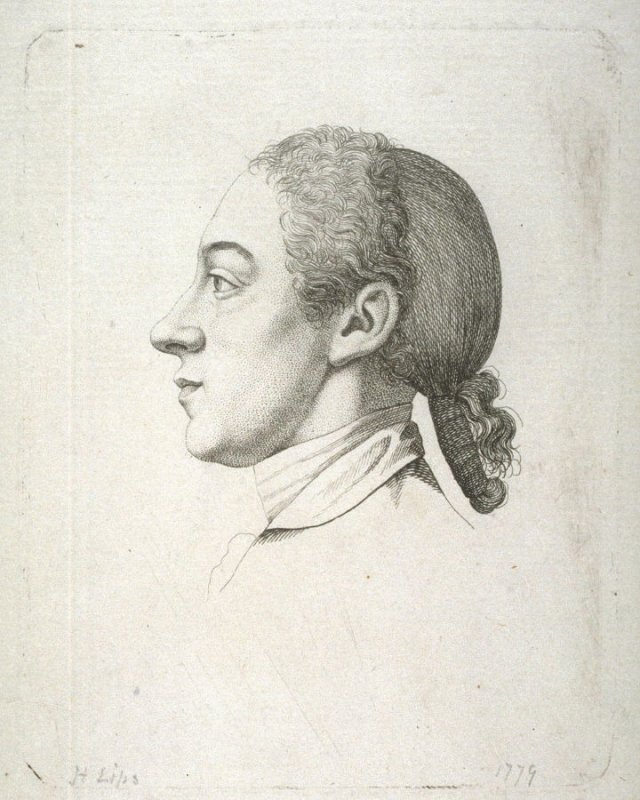
Heinrich Julius von Lindau mit Haarnetz, Vignette von Georg Friedrich Schmoll 1775

Heinrich Julius [Friedrich?] von Lindau (* 20. Juli 1754 in Celle; † vermutlich kurz nach dem 16. November 1776 auf Manhattan) war ein seelisch kranker hessischer Adeliger und Leutnant, der sich seine Todessehnsucht als „Werther im Waffenrock“ in einer Art selbstgewählten „Himmelfahrtskommandos“ während des Amerikanischen Unabhängigkeitskriegs geradezu als „Kanonenfutter“ erfüllte.

## Familie
Heinrich Julius [Friedrich?] von Lindau wurde 1754 in der zu dieser Zeit dem Kurfürstentum Braunschweig-Lüneburg (umgangssprachlich „Kurfürstentum Hannover“) zugehörigen Stadt Celle geboren. Er gehörte als nichttitulierter, landsässiger Adeliger der mittelbaren Ritterschaft innerhalb der 1532 gegründeten Althessischen Ritterschaft an, besaß aber nicht die Ritterwürde. Väterlicherseits entstammte er einem in Hessen-Kassel mit Gütern belehnten Zweig des uradeligen rheinischen Geschlechts von Lindau aus nassauischem Gebiet. Stammgut war im 13./14. Jahrhundert der Lindauer Hof (heute „Lindenthaler Hof“ in Wiesbaden-Bierstadt). Der Vater, Philipp Heinrich Julius von Lindau (1725–1762), war ein hessen-kasselscher Kammerherr und Kriegsrat. Die Mutter, Henriette Marie, geborene Henry de Cheusses (1731–1763), war die Tochter eines Gouverneurs in der niederländischen Kolonie Suriname, Carel/Charles Aemilius Henry de Cheusses (1702–1734), und dessen Ehefrau, Charlotte Elisabeth Henry de Cheusses, geb. van der Lith (1700–1753), die insgesamt mit drei Gouverneuren von Suriname und zwei Pastoren der Französisch-Reformierten Gemeinde in Paramaribo verheiratet war. Als seine Mutter am 17. März 1763 im „Lindauschen Hof“ in Spangenberg starb, war Heinrich Julius bereits im Alter von acht Jahren Vollwaise. Er hatte fünf Geschwister, von denen drei Schwestern das Erwachsenenalter erreichten und in Celle heirateten.

## Jugend und Studium; unglückliche Liebe zu Magdalena Poel
Nach dem Tod der Eltern wurde Heinrich Julius von Lindau von seinem Großonkel Frédéric Henry de Cheusses (1701–1773) nach Hamburg geholt. Der in Kopenhagen geborene Großonkel hatte seinen Dienst als dänischer Diplomat quittiert und sich in Altona niedergelassen. Heinrich Julius kam in das Haus des in der Schweiz geborenen Pastors der Französisch-Reformierten Gemeinde in Hamburg Jean Conrad Landolt (1731–1776). Der Großonkel lebte zurückgezogen und hielt den jungen Lindau vom gesellschaftlichen Leben fern. Erlaubt waren ihm lediglich der Schul- und Kirchenbesuch. Mit siebzehn Jahren verliebte er sich unglücklich in Magdalena Poel, nachmals verehelichte Pauli (und dann von Caspar Voght auch „Manon“ genannt), die dreizehnjährige Tochter eines wohlhabenden Hamburger Großkaufmanns niederländischer Herkunft. Ein offenbar im Mai 1774 gestellter Heiratsantrag des nicht sonderlich vermögenden jungen Mannes wurde von Manons Vater, Jacobus Poel (1712 bis September 1775), abgelehnt. Am 14. April 1776 wurde Manon die Ehefrau des Lübecker Kaufmanns Adrian Wilhelm Pauli (1749–1815); die Ehe wurde 1801 wegen Manons Zuneigung zu dem Kaufmann und Sozialreformer Caspar Voght geschieden. In Hamburg hatte sich Lindau mit dem Schweizer Kaufmannssohn Peter Ochs angefreundet, mit dem er von 1771 bis 1775 in engem Briefkontakt stand.
Ein Studium der Rechtswissenschaften, für das er sich am 23. April 1773 an der Universität Göttingen immatrikulierte, brach Lindau 1774 ab. Der Immatrikulationseintrag (Matrikel Nr. 9392) nennt Friedrich als dritten Vornamen. Es ist allerdings möglich, dass dem eine in der Literatur zu Lindau gelegentlich begegnende irrtümliche Zuschreibung des Adelsprädikats "Freiherr" an Lindau zugrunde liegt. Die Abkürzung "Fr." für dieses Prädikat könnte nachmals irrtümlich als Abkürzung für "Friedrich" verstanden worden sein. Zu Lindaus Kommilitonen gehörte der Staatsmann und Reformer Heinrich Friedrich Karl Reichsfreiherr vom und zum Stein.

## Die Reise in die Schweiz; in Zürich Freundschaft mit Lavater und Goethe
Heinrich von Lindau suchte Trost in der Literatur. Angeregt durch den XXIII. Brief im ersten Band von Rousseaus Julie ou la Nouvelle Héloïse entschloss er sich 1775, in der Einsamkeit des Schweizer Gotthardmassivs Heilung für seinen Liebeskummer zu suchen. Anfang Mai traf er bei Goethes Schwager Johann Georg Schlosser in Emmendingen ein. Der Aufenthalt in der Schweiz dauerte von der Zeit kurz vor Mitte Mai bis Ende Oktober 1775. Lindau reiste spontan und unstet. Jeweils etwa sechs Wochen seines Aufenthaltes verbrachte er auf dem Gotthard und dem Albis. Danach reiste er durch die Kantone Bern, Graubünden, St. Gallen und Appenzell mit den Élogen des Antoine Léonard Thomas als Lektüre. In Zürich wurde Lindau vom Philologen Bodmer empfangen, der ihn bei Lavater einführte. Bei dem begeisterungsfähigen "Diaconus" Pfarrhelfer des Zürcher Waisenhauses und dessen zahlreichen Freunden und Bekannten fand Lindau Verständnis und Zuspruch. Doch auch in dieser exaltierten Gesellschaft blieb Lindau ein Außenseiter. Bei Lavater begegnete er der vierköpfigen Reisegruppe der „Haimonskinder“, Goethe und drei seiner eigenen früheren Göttinger Kommilitonen, dem Freiherrn Christian von Haugwitz, der sich am 18. Oktober 1772, und den Grafen Christian und Friedrich Leopold zu Stolberg-Stolberg, die sich am 20. Oktober 1772 in Göttingen immatrikuliert hatten. Lindaus Bitte, Goethe begleiten zu dürfen, wurde von diesem abgeschlagen. Goethe suchte jedoch Lindau danach im Sihltal auf, um sich für die Absage persönlich zu entschuldigen.
Während seiner unsteten Reise hatte Lindau im Oberen Haslital bei Meiringen im Berner Oberland des Kantons Bern den Hirtenjungen Peter im Baumgarten, getauft Meiringen 30. Aug. 1761, gest. Hamburg 1799 (?), entdeckt. In den Jungen, den er als Pflegesohn „Peter Lindau genannt im Baumgarten“ annahm (von dritter Seite her begegnet auch der Name „Peter im Baumgarten genannt Lindau“), projizierte Lindau seine unerfüllten gesellschaftlichen Wünsche und Perspektiven. Der unverbrauchte Junge sollte gemäß Lindaus am 17. Mai 1776, wenige Stunden vor seinem Aufbruch nach Amerika, eigenhändig auf Französisch geschriebenem geistigen Auferstehungsplan nach seinem Tod die geistigen, militärischen und liebhaberischen Fähigkeiten entwickeln und ausleben, die ihm versagt blieben. Lindau erlangte in Zürich von Goethe die Zusage, sich um Peter zu kümmern, falls er zu Tode käme. Einstweilen brachte er seinen Schützling im Philanthropinum Schloss Marschlins unter. Von den 20 Dukaten Kostgeld konnte er jedoch nur sieben selbst aufbringen.

## Unglückliche Liebe zu Charlotte von Barckhaus-Wiesenhütten; Tod in Amerika als Werther im Waffenrock
Zurückgekehrt aus der Schweiz, nahm Lindau im Herbst 1775 eine Stelle als Hofjunker bei dem in Hanau als Graf von Hanau-Münzenberg residierenden hessen-kasselschen Thronfolger, dem nachmaligen Kurfürsten Wilhelm I. von Hessen-Kassel, an, die ihn wenig und nur kurz befriedigte. Offenbar im Dezember 1775 und Januar 1776 warb er in Frankfurt am Main erfolglos um Goethes Verwandte (Kusine dritten Grades) und Freundin der Wertherzeit (dazu auch Freundin von Goethes einstiger Verlobter Anna Elisabeth <Lili> Schönemann, nachmals verehelichter Freifrau von Türckheim) Charlotte Louise Ernestine von Barckhaus genannt von Wiesenhütten, nachmals verehelichte Edle von Oetinger (1756–1823), eine Schwester des späteren Staatsministers Carl Ludwig Reichsfreiherrn von Barckhaus genannt von Wiesenhütten und der Kunstmalerin Louise von Panhuys. Der Widerstand vor allem ihres überaus wohlhabenden Vaters, des Juristen, Großkaufmanns und Bankiers Heinrich Carl von Barckhaus genannt von Wiesenhütten (1725–1793), gegen den nicht sonderlich vermögenden nominellen hessen-hanauischen Kammerjunker dürfte zu stark gewesen sein. Vielleicht war Lindau auch der Tochter gleichgültig. Diese heiratete nachmals, am 9. September 1784, den gutsituierten Wetzlarer Reichskammergerichts-Assessor (urteilenden Richter) Eberhard Christoph Ritter und Edlen von Oetinger (1743–1805), einen Neffen des württembergischen Prälaten Friedrich Christoph Oetinger (1702–1782). Die anscheinend im Januar 1776 erfolgte zweite Absage aus einem reichen Kaufmannshause an Lindau, die von der Lindau-Forschung bisher nicht recht erfasst worden ist, versetzte Lindau in tiefste Verzweiflung, die seine Suizidgedanken erklärt.
Eine planlose Reise führte ihn nach diesen erneuten Suizidgedanken im Januar und Februar 1776 zu Goethe nach Weimar. Wegen der zunehmenden Zerrüttung der Nerven suchte er den in Hannover praktizierenden Schweizer Arzt und Vertrauten Lavaters Johann Georg Zimmermann auf, um sich hinsichtlich seiner Suizidgedanken beraten zu lassen. Zimmermann erkannte die seelische Krankheit Lindaus, die er als Fantasterei bis an die Grenze des Wahnsinns beschrieb und auf häufige Masturbation zwischen dem siebten und siebzehnten Lebensjahr zurückführte. Er konnte seinem Patienten aber nur zureden.
In dieser Situation entschloss sich Lindau, der bislang ohne jede militärische Ausbildung und Erfahrung geblieben war, passiven Suizid im Amerikanischen Unabhängigkeitskrieg zu begehen. Er hatte bereits Anfang des Jahres 1776, zum Entsetzen seiner Freunde, freiwillig eine Stellung als Secondleutnant des aus zwangsrekrutierten („gepressten“) Bauern bestehenden hessen-kasselschen Infanterieregiments Nr. 5 (1688/5) Heinrich Wilhelm von Wutginau angestrebt; das Patent erhielt er am 3. März 1776. Er bat Lavater, George Washington ein wirres Gedicht zukommen zu lassen, in dem er die Unabhängigkeitskämpfer auf ritterliche Art herausforderte. Der Freundeskreis war überfordert. Man hoffte, dass Lindau im Krieg sein seelisches Gleichgewicht finden würde, nahm aber eindeutig für die Kolonisten Partei: „[…] als hessischer Leutnant nach Amerika. Sonderbar und unbegreiflich!“; „Für Lindau will ich auch beten, aber nicht für die Briten […]“.
Gerade in den noch britischen Kolonien angekommen, streifte ihn beim ersten Versuch, eine Schanze des Fort Washington auf Manhattan Island zu stürmen, am 16. November 1776 eine Kanonenkugel am Kopf. Lindau überlebte diese Verletzung vermutlich nur wenige Tage, während die Erstürmung für die britisch-hessischen Truppen an sich erfolgreich verlaufen war. Johann Georg Zimmermann erfuhr aus „unterrichteter Quelle“ bereits am 30. Januar 1777 vom Tod Lindaus. Da die Nachricht auf dem Schiffsweg nach Hannover mindestens sechs Wochen unterwegs war, dürfte Heinrich Julius von Lindau noch vor der Dezembermitte 1776 verstorben sein. Auf der Verlusteliste des Regimentes Wutginau erschien er im März 1777. Zu seinen Testamentsvollstreckern hatte Lindau Johann Kaspar Lavater und den Offizier und Landammann Ulysses von Salis bestimmt. Seinem Schützling Peter im Baumgarten vermachte er aus seinem bescheidenen Vermögen 2000 Reichstaler in Louis d’or (das entsprach etwa 400 Louis d’or), die von Goethe verwaltet und ausgegeben wurden.

## Nachgelassene Papiere
Lindau stand im Briefwechsel mit bedeutenden Autoren seiner Generation, darunter seinem besten Freund Peter Ochs, Johann Wolfgang Goethe, den Grafen Christian und Friedrich Leopold zu Stolberg-Stolberg und dem Schriftsteller Jakob Michael Reinhold Lenz. Lindaus Gedichte sind heute zumeist verschollen, da sie in ihrer Zeit zumeist unveröffentlicht blieben. Das berüchtigte Pamphlet an George Washington vor der Abreise nach Amerika zirkulierte anscheinend im Druck. Es ist unwahrscheinlich, dass es nach einer brieflichen Bitte von Lenz durch Zimmermann an Benjamin Franklin oder Washington weitergeleitet wurde. Im Nachlass von Peter Ochs blieben der wirre Auferstehungsplan und der Subskriptionsplan für Peter im Baumgarten als Manuskripte nebst einigen Briefen erhalten.

## Heinrich Julius von Lindau in der Literatur
Nach Johann Georg Zimmermanns Brief vom 10. Februar 1777 an Lavater berichtete ihm ein Herr von Canitz, dass Goethe über Lindaus Leben schreibe. Ein derartiger Text hat sich nicht erhalten. Goethe erwähnt kurz im letzten Band von Dichtung und Wahrheit den Besuch bei Lindau im Sihltal. Ansonsten machte er lediglich in der Erzählung Briefe aus der Schweiz, 1779 als Nachtrag zum Briefroman Die Leiden des jungen Werthers erschienen, eine kurze Anspielung auf Lindau. Eine Woche vor Lindaus Verwundung widmete ihm Johann Kaspar Lavater das Gedicht An einen Schwerleidenden. Lavater veröffentlichte in der Erstausgabe seiner Physiognomischen Fragmente gleich vier ausführlich besprochene Porträts Lindaus. Eine kurze verschlüsselte Charakterisierung Lindaus enthält der 1777 erschienene satirische Briefroman Briefe von Selkof an Welmar des Philologen und Schriftstellers Johann Jakob Hottinger: 

„Dieser Baron war ein ganz besonderer Mann. Französische Lebensart im Äußern, schweizerischer Freiheitssinn, deutsche Festigkeit, englische Caprice, voreilige Güte, überspanntes Gefühl im Herzen; und im Kopf ein beständig abwechselndes Wetterleuchten und Dunkel von Trug und Wahrheit, Windmühlen, Luftschlösser, eine idealische Welt neben der wirklichen, und diese hinter einem Zauberglas, wo das unterste zu oberst erschien…“

Seine Schwester Marie Ulrike von Düring, geborene von Lindau (1761–1832), schrieb 1826 in ihren Memoiren Lebensbilder und Lebenserinnerungen über ihren Bruder: 

„Mein Bruder verließ Hanau, um nach Göttingen zu gehen; er war beim Tode unseres Onkels Cheusses, nachdem er bis dahin durch Herrn Landoldt sehr gut erzogen, vom Onkel jedoch sehr streng gehalten war, plötzlich – mit 18 Jahren – völlig frei. Mit sehr ansprechendem Äußern, einem starken Selbstbewußtsein, gebildetem Geiste und sehr zärtlichem Herzen versprach er, die Stütze und der Ruhm seiner Familie zu werden, aber- ach! Diese Erwartung wurde schmerzlich getäuscht. Sein Vormund bekümmerte sich garnicht  um ihn, Onkel Raye war in Griechenland, der Erbprinz von Hessen wollte aus Anhänglichkeit an seine verstorbene Frau Mutter (die Königliche Prinzessin) Heinrichs Führer sein, aber fing es recht ungeschickt an, und der liebenswürdige junge Mann wurde von dem unglücklichen, sentimentalen Fieber ergriffen, welches vor 50 Jahren solch traurige Verwüstungen in den überspannten und schwärmerisch veranlagten Köpfen der deutschen Jugend anrichtete. Unsere Schriftsteller, wie Klopstock, Goethe, Lavater, die Stolbergs und andere riefen dieses – ohne es vielleicht zu wollen – durch ihre Schriften hervor, welche von den jungen Lesern und unerzogenen Kindern schlecht verstanden und noch schlechter angewandt wurden und in Seufzern über das Schicksal ihrer Helden und Heldinnen endeten. Heinrich tat noch mehr, er selbst war der Held. Eine unglückliche Liebe für Charlotte Barckhaus in Frankfurt und hauptsächlich schlechte Gesellschaft richteten ihn zugrunde. Sein Arzt Zimmermann schickte ihn wegen seiner zerstörten Gesundheit in die Schweiz – aber nach einigen Jahren kehrte er kränker und unglücklicher denn je von dort zurück. Aus Verzweiflung – ohne den Zuspruch oder Rat wirklicher Freunde – nahm Heinrich Dienst in den hessischen Truppen, welche der Landgraf Friederich II., wie es in damaliger Zeit bei vielen deutschen Fürsten üblich war, an England verkauft hatte, um für dieses ihr Leben in Amerika zu opfern. Kaum war er ausgeschifft, als er nahe beim Fort Washington von einer Kanonenkugel getötet wurde. […]“

### Forschungsliteratur
- Fritz Ernst: Aus Goethes Freundeskreis. Studien um Peter im Baumgarten. Mit fünfundzwanzig Abbildungen. Eugen Rentsch, Erlenbach- [am Zürichsee, Kanton] Zürich, 1941, 119 S. - S. 11–31: „Heinrich Julius von Lindau“; S. 76–119: „Dokumente und Anmerkungen“.
- Fritz Ernst: Aus Goethes Freundeskreis und andere Essays. Suhrkamp, Berlin und Frankfurt am Main 1955 (Bibliothek Suhrkamp, Bd. 30), S. 7–70: „Aus Goethes Freundeskreis. Studien um Peter im Baumgarten“, hier S. 7–29: „Heinrich Julius von Lindau“.
- Ernst Beutler: Essays um Goethe. Hrsg. von Christian Beutler. Insel-Verlag, Frankfurt am Main/Leipzig 1995 (Insel-Taschenbuch, 1575), S. 448–458: „Peter im Baumgarten“.
- Reinhard Breymayer: Goethe, [Friedrich Christoph] Oetinger und kein Ende. Charlotte Edle von Oetinger, geborene von Barckhaus-Wiesenhütten,[31] als Wertherische „Fräulein von B..“. Noûs-Verlag Thomas Leon Heck, Dußlingen 2012. - ISBN 978-3-924249-54-0. - S. 13–26.53 – 82.93 f.107 – 121. 143 zu Heinrich Julius von Lindau als unglücklichem Verehrer der Frankfurter Millionärstochter Charlotte von Barckhaus-Wiesenhütten. Sie war geb. in Frankfurt am Main 9. Okt. 1756, gest. auf dem Gut Schönhof bei Bockenheim 1. Sept. 1823; Freundin von Lili Schönemann; nach dem Zeugnis Johann Jakob von Willemers ein Vorbild für die literarische Figur der „Fräulein von B..“ in Goethes Briefroman Die Leiden des jungen Werthers.